# مرحبا بكم في وايكيكي 2
مرحبا بكم في وايكيكي 2 (بالكورية: 으라차차 와이키키 2)؛ هو مسلسل تلفزيوني كوري جنوبي، تم بثه على قناة جي تي بي سي يومي الإثنين والثلاثاء الساعة 21:30 بتوقيت (KST)، من 25 مارس إلى 14 مايو 2019.

## القصة
لي جون كي هو ممثل غير شعبي. يدير بيت الضيافة وايكيكي، ولكن دار الضيافة تواجه الإفلاس.. لإحياء بيت الضيافة، يسحب لي جون كي أصدقاءه تشا وو سيك وكوك كي بونج، الذين تخرجوا جميعًا من نفس المدرسة الثانوية، للاستثمار في بيت الضيافة.
تشا وو سيك هو شخص من الصعب إرضاءه ويريد أن يصبح مغني. بسبب لي جون كي، يضع كل أمواله في وايكيكي. اعتاد كوك كي بونغ أن يكون لاعبًا بيسبولًا واعداً، لكنه يلعب الآن في البطولات الصغيرة. بسبب لي جون كي، يضع كل أمواله في وايكيكي. جنبا إلى جنب مع هؤلاء الرجال الثلاثة، بدأ كل من هان سويون، كيم جونغ اون وتشا يو ري بالعيش في وايكيكي.

## بطولة
- لي يي كيونغ في دور لي جون كي[6][7]

مدير بيت ضيافة وايكيكي، يحلم بأن يصبح ممثلاً مشهورًا.
- كيم سيون هو في دور تشا وو شيك.[6]

صديق جون-كي في المدرسة الثانوية، وهو مستثمر في بيت الضيافة وايكيكي، يحلم بأن يصبح موسيقيًا.
- شين هيون سو في دور جوك كي بونغ.[6][8]

صديق جون كي في المدرسة الثانوية، أيضا هو مستثمر في بيت الضيافة وايكيكي، يحلم بأن يصبح لاعب بيسبول.
- مون جا يونغ في دور هان سوايون.[9]

الحب الأول لجون كي وو شيك وكي بونغ في ثانوية. بعد إلغاء حفل زفافها وافلاس والدها، عليها أن تتعلم كيف تكسب المال لنفسها وتعمل بجد.
- اهن سو هي في دور كيم جونغ اون.

صديقة جون كي الجامعية التي تحلم بأن تصبح ممثلة، في غضون ذلك، تقوم بوظائف بدوام جزئي، تقع في حب جون كي.
- كيم يي وون في دور تشا يو ري.[9]

الأخت الكبرى لوو سيك، إنها متلاعبة وتعرف كيفية استخدام نقاط ضعف الآخرين للحصول على ما تريد، أحلامها أن يكون لها مطعم خاص بها. وقعت لاحقًا في حب كي بونغ.

## المشاهدات
| الموسم | الموسم | رقم الحلقة | رقم الحلقة | رقم الحلقة | رقم الحلقة | رقم الحلقة | رقم الحلقة | رقم الحلقة | رقم الحلقة | رقم الحلقة | رقم الحلقة | رقم الحلقة | رقم الحلقة | رقم الحلقة | رقم الحلقة | رقم الحلقة | رقم الحلقة | المتوسط |
| الموسم | الموسم | 1          | 2          | 3          | 4          | 5          | 6          | 7          | 8          | 9          | 10         | 11         | 12         | 13         | 14         | 15         | 16         | المتوسط |
| ------ | ------ | ---------- | ---------- | ---------- | ---------- | ---------- | ---------- | ---------- | ---------- | ---------- | ---------- | ---------- | ---------- | ---------- | ---------- | ---------- | ---------- | ------- |
|        | 2      | 570        | 456        | غ/م        | غ/م        | غ/م        | غ/م        | غ/م        | غ/م        | غ/م        | غ/م        | غ/م        | غ/م        | غ/م        | غ/م        | غ/م        | غ/م        | N/A     |

سجل المسلسل نسبة مشاهدة 2.118% على مستوى البلاد، وهو أعلى رقم تم تسجيله منذ بداية عرضه.

## الإنتاج
تمت القراءة الأولى للسيناريو في 21 يناير 2019 في مبنى جي تي بي سي في سانجام، سيول، كوريا الجنوبية.
لي يي كيونغ هو العضو الرئيسي الوحيد من فريق التمثيل الخاص بالموسم الأول من «مرحبا بكم في وايكيكي» الذي سيظهر في الموسم الثاني.
عُرض على الممثلة كانغ هانا أحد الأدوار الرئيسية، لكنها رفضت.

## روابط خارجية
- الموقع الرسمي
 باللغة الكورية
- مرحبا بكم في وايكيكي 2 على هانسينما
- مرحبا بكم في وايكيكي 2  في قاعدة بيانات الأفلام على الإنترنت (بالإنجليزية)